# Defter
Un defter (plural: defterler) a fost un tip de registru fiscal și de cadastru al terenurilor în Imperiul Otoman.

## Descriere
Informațiile colectate ar putea varia, dar tahrir defterleri includea de obicei detalii despre sate, locuințe, capete de gospodărie (bărbați și văduve adulte), etnie/religie (deoarece acestea ar putea afecta obligațiile/scutirile fiscale) și utilizarea terenurilor, Defter-i hakâni a fost o carte funciară, folosită și în scopuri fiscale. 
Fiecare oraș a avut un defter și, de obicei, un oficiator sau cineva cu rol administrativ pentru a determina dacă informațiile trebuie înregistrate. Oficiantul era, de obicei, un fel de om învățat care avea cunoștințe despre reglementările statului. Defterul a fost folosit pentru a înregistra interacțiunile familiale, cum ar fi căsătoria și moștenirea.  Aceste înregistrări sunt utile istoricilor, deoarece astfel de informații permit o înțelegere mai aprofundată a proprietății funciare în rândul otomanilor. Acest lucru este deosebit de util atunci când încercați să studiați afacerile zilnice ale cetățenilor otomani.
Unii funcționari otomani responsabili pentru aceste registre fiscale erau cunoscuți sub numele de „defterdari”.

## Originea termenului
Termenul este derivat din limba greacă diphthera διφθέρα, literal „piele de animal prelucrată, piele, blană”, însemnând o carte, având pagini de capră pergament folosit împreună cu papirusul ca hârtie în Grecia Antică, împrumutat în arabă ca دفتر: daftar, adică carte. Termenul „difterie”, sau „difterită”, boală contagioasă acută cauzată de „Corynebacterium diphtheriae”( bacil Klebs-Loffler), are aceeași origine.